# بوارده
محله بوارده محل زندگی کارمندان شرکت نفت ایران در آبادان بود. سطح زندگی در این محل از بریم پایین‌تر بود. این منطقه خاطره انگیز دارای دو بخش شمالی و جنوبی است که متعلق به کارمندان رده میانی و بالای شرکت ملی نفت ایران بود.
همچنین نام این محله به احتمال زیاد از واژه Bow-ward که به معنی محله جلویی است گرفته شده که سابقه نامگذاری در کشورهای انگلیسی زبان نیز دارد

## نام
نام محله  مأخوذ از مالک اصلی زمین‌های منطقه یعنی فردی به نام "ابو ورده" است. منطقه‌ای که ناحیه مسکونی «بوارده» در آن واقع است، متعلق به فرد عربی به نام «ابو ورده» بوده است. ظاهراً ایشان فرزند پسری نداشته، بنابراین وی را به نام فرزند دخترش که «وردا» یا «ورده» (به معنی گل) بوده می‌نامیده‌اند. پس از استقرار شرکت ملی نفت ایران در آبادان، شرکت ملی نفت وقت جهت احداث منازل مسکونی پرسنل و نیز تأسیس «تانک فارم» خود، اقدام به خریداری زمین‌های ایشان می‌نماید. از آنجایی که صاحب زمین‌ها «ابو ورده»  بوده است، همین نام نیز بر آن منطقه مسکونی شرکت نفت اطلاق می‌گردد و بر آن باقی می‌ماند. در گذر زمان و به جهت سهولت بیان ابوورده به بوارده تبدیل مشود.
در خصوص ریشه نام‌ها در شهر ابادان میبایست به منابع بریتانیایی نیز رجوع نمود بسیاری از نامهای کنونی تغییر یافته نامهای انگلیسی در زبان محلی نیز میباشند واژه bow -ward در نقشه شهر لندن و‌سایر کشورهای انگلیسی زبان دارای کاربرد است.

## در ادبیات
رمان چراغ‌ها را من خاموش می‌کنم اثر زویا پیرزاد در دهه ۱۳۴۰ در بوارده شمالی در آبادان روی می‌دهد.